# Neomymar vierecki
Neomymar vierecki är en stekelart som beskrevs av Crawford 1913. Neomymar vierecki ingår i släktet Neomymar och familjen dvärgsteklar. Inga underarter finns listade i Catalogue of Life.